# Hallein
Hallein és una població històrica d'Àustria situada a l'estat de Salzburg i capital del districte homònim, que es correspon amb la regió geogràfica del Tennengau, al sud de la ciutat de Salzburg, a la vora del riu Salzach i del massís d'Untersberg, i molt a prop de la frontera amb Alemanya. L'any 2020 Hallein tenia 21.314 habitants, dels quals, gairebé 5.000 eren estrangers.
Hallein és coneguda per la mina de sal que es troba a l'altiplà de Dürrnberg, proper a la ciutat i part del seu municipi. El complex miner és també un destacat enclavament arqueològic de l'edat del ferro a Europa. La sal ha permès la conservació a les mines de restes orgàniques com ara fusta o femtes humanes, que han permès deduir algunes característiques dels usos i costums dels primers miners: eines fetes amb fusta, tipus de dieta, plantes cultivades per al consum humà, productes provinent d'altres punts geogràfics com ara ceràmica grega, gerres i olles etrusques, corall, el colorant vermell obtingut de Kermes vermilio, típic de cultures mediterrànies, etc.
Després de les eleccions municipals del 2019 el govern municipal té 9 regidors del Partit Socialdemòcrata d'Àustria (SPÖ), 8 del Partit Popular d'Àustria (ÖVP), 3 dels Verds, 3 de BASIS (abans Partit Liberal d'Àustria, FPÖ), 1 NEOS i 1 independent (abans membre de l'ÖVP). Des de 1998 el Partit Popular d'Àùstria havia estat al front de l'Ajuntament, però amb les darreres eleccions municipals el panorama polític de la ciutat va canviar i ara té un alcalde socialdemòcrata, Alexander Stangassinger.
Durant la Segona Guerra Mundial, els nazis van establir a Hallein un camp de treball que depenia del camp de concentració de Dachau. Després de la guerra, va ser un camp dels camps per a persones desplaçades establerts en diversos països europeus per acollir refugiats de diversos països i persones que havien estat presoneres en camps de concentració nazis. El 1948, quan ja s'havien altres camps, a Hallein hi havia refugiats jueus pendents d'emigrar als Estats Units i a Canadà. El camp va clausurar-se el 1954.